# Fatima Ezzahra El Mansouri

Fatima Ezzahra El Mansouri

Fatima Ezzahra El Mansouri (arabisch فاطمة الزهراء المنصوري, DMG Fāṭima az-Zahrāʾ al-Manṣūrī, * 3. Januar 1976 in Marrakesch, Marokko) ist eine marokkanische Juristin und Politikerin. Sie wurde die zweite Bürgermeisterin in der Geschichte Marokkos und 2021 Ministerin für nationale Raumplanung, Stadtplanung, Wohnungswesen und Stadtpolitik. Sie führt die Partei der Authentizität und Modernität (PAM) seit 2024 im Rahmen einer dreiköpfigen Kollegialführung.

## Leben und Werk
Mansouri ist die Tochter von Abderrahman Mansouri, der acht Jahre lang als Pascha der Stadt Marrakesch diente und Botschafter Marokkos in den Vereinigten Arabischen Emiraten war. Sie erwarb ihre Hochschulreife am Victor-Hugo-Gymnasium in Marrakesch und schloss ihr Studium an der Mohammed-V.-Universität mit einem Bachelor of Arts in Privatrecht ab. An der Universität Montpellier in Frankreich absolvierte sie ein Aufbaustudium im Recht der Wirtschaftsverträge und an der New York University in den USA erhielt sie einen Abschluss in angelsächsischem Wirtschaftsrecht.
Ihre ersten Erfahrungen als Anwältin sammelte sie in Casablanca und praktizierte anschließend in Marrakesch. Sie wurde am 22. März 2005 bei der Rechtsanwaltskammer Marrakesch eingetragen. Sie eröffnete eine Anwaltskanzlei, die auf die Abwicklung von Handels- und Immobilientransaktionen spezialisiert war. Im November 2011 und Oktober 2016 wurde sie zur Abgeordneten des marokkanischen Parlaments gewählt. Sie wurde als Stadträtin für die Partei für Authentizität und Modernität (PAM) und am 23. Juni 2009 zur Bürgermeisterin von Marrakesch in Marokko gewählt. Sie war damit nach Asmaa Chaâbi, die von 2003 bis 2009 der Stadt Essaouira vorstand, die zweite Bürgermeisterin in der Geschichte Marokkos und die erste Bürgermeisterin von Marrakesch. Sie übte dieses Amt bis 2015 aus. Nach dem Erfolg ihrer Partei bei den Parlamentswahlen im September 2021 wurde Mansouri als Bürgermeisterin von Marrakesch wiedergewählt.
2024 gratulierte ihr König Mohammed VI. zu ihrer Wahl zur Koordinatorin der kollektiven Führung des Generalsekretariats für Authentizität und Modernität (PAM). König Mohammed VI. ernannte sie im Mai 2025 im Königspalast in Fès zur Ministerin für die Sanierung des Nationalgebiets, Urbanisierung, Wohnungsbau und Stadtverwaltung. Sie gehörte damit dem neu ernannten Kabinett unter der Leitung von Aziz Akhennouch an.
2014 wurde sie vom Young Global Leaders Forum für die Aufnahme in die Liste der besten jungen Führungskräfte der Welt für 2014 ausgewählt. Sie wurde zur mächtigsten und einflussreichsten jungen Führungspersönlichkeit Afrikas gewählt. Sie belegte den ersten Platz auf einer Liste von 20 im politischen Bereich tätigen Frauen, darunter Geschäftsfrauen und Frauen aus anderen Bereichen in sieben afrikanischen Staaten.